# Intégrale de Stieltjes

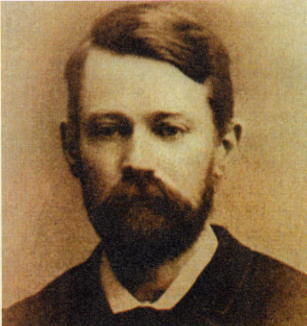
Thomas Stieltjes (1856-1894).

L'intégrale de Stieltjes constitue une généralisation de l'intégrale ordinaire, ou intégrale de Riemann. En effet, considérons deux fonctions réelles bornées f et g définies sur un intervalle fermé [a, b], ainsi qu'une subdivision a = x0 < x1 < x2 < ... < xn = b de cet intervalle. Si la somme de Riemann
avec ξi ∈ [xi–1, xi], tend vers une limite S lorsque le pas max(xi – xi – 1) tend vers 0, alors S est appelée l'intégrale de Stieltjes (ou parfois l'intégrale de Riemann-Stieltjes) de la fonction f par rapport à g. On la note
ou simplement ∫b
a f dg.

## Propriétés
Si les fonctions f et g possèdent un point de discontinuité en commun, alors l'intégrale n'existe pas.
Cependant, si f est continue et g à variation bornée, cette intégrale est bien définie,. Elle l'est également si f est seulement Riemann-intégrable mais g est absolument continue, et elle coïncide alors avec l'intégrale de fg' au sens de Lebesgue (ou de Riemann si de plus g' est Riemann-intégrable) :
De plus, dans ces conditions suffisantes d'existence, f et g sont interchangeables. En effet :
Théorème d'intégration par parties — Si l'une des deux intégrales de Stieltjes {\displaystyle \int _{a}^{b}f\,\mathrm {d} g} ou {\displaystyle \int _{a}^{b}g\,\mathrm {d} f} existe alors l'autre aussi, et leur somme est égale à {\displaystyle \left[fg\right]_{a}^{b}:=f(b)g(b)-f(a)g(a).}
Formules de la moyenne — Si f est continue sur [a, b] et si g est monotone, il existe un réel c de [a, b] tel que 
- Première formule :

- Deuxième formule :

La première formule se démontre comme dans le cas où g est continûment dérivable. La deuxième s'en déduit grâce au théorème d'intégration par parties. Un corollaire de cette deuxième formule est : si h est intégrable sur [a, b] et si g est monotone, il existe un c ∈ [a, b] tel que
Si g est non seulement monotone mais décroissante positive, on peut la rendre nulle en b avant de lui appliquer ce corollaire (cela ne change pas la valeur de ∫b
a g(x)h(x) dx).